# Jeshm Afet Hanim
Jeshm Afet Hanim (arabe : جشم آفت هانم), née en 1830, morte le 11 novembre 1907, est la troisième épouse du khédive Ismaïl Pacha d'Égypte. Elle est la mère adoptive de la future sultane d'Égypte, Melek Tourhan.

## Biographie
Jeshm Afet est à l'origine une concubine issue de la traite des esclaves circassiens. Elle épouse Ismaïl Pacha en tant que troisième femme juste après son accession au trône en 1863,. Elle reçoit le titre de « troisième princesse », position qu'elle conserve tout au long du règne d'Ismaïl Pacha, jusqu'au renversement d'Ismaïl Pacha en 1879. En Égypte, elle est connue sous le nom de Kutschuk Hanim ou Petite Dame. Elle porte principalement des vêtements ottomans traditionnels et est également une poète. En 1869, elle rencontre la princesse de Galles Alexandra du Danemark, lorsque celle-ci visite Istanbul avec son mari, le prince de Galles Édouard (futur Édouard VII),.
Le livre de Rifa'a al-Tahtawi sur l'éducation des femmes, intitulé al-Murshid al-Amin lil Banat wa al-Banin (le guide fidèle pour les filles et les garçons), publié en 1873, est commandé par le Khédive Ismail après que Jeshm Afet ait recouru à ses propres fonds pour établir la première école publique générale pour les filles à al-Suyufiya en 1873, l'école des filles de Suyufiyya, ce qui lui vaut une renommée supplémentaire. La généalogie de la dynastie révèle que Jeshm Afet Hanim n'a pas eu d'enfant, mais elle adopte une fille, Faika Hanim. Elle est mariée à Mustafa Pacha, fils du « Mufettish » Isma'il Pacha Sadyk. Après la chute de son beau-père, elle divorce.
Hasan Tourhan Pacha, capitaine de la marine ottomane, lui propose d’adopter sa fille Melek, afin d'améliorer le sort de cette jeune fille. Melek a été adoptée par Jeshm Afet Hanim dans les années 1870. Jeshem Afet Hanim était également en relation avec Aïcha Taymour, femme de lettres et féministe égyptienne. Il ne fait aucun doute que la relation entre Jeshm Afet Hanim et Aïcha Taymour ait été façonnée par leur intérêt mutuel pour l'éducation des femmes et la poésie.
Jeshm Afet devient veuve en 1895. En 1897, elle participe activement à la guerre gréco-turque en contribuant aux efforts de collecte de dons en Égypte. Jeshm Afet Hanim meurt le 11 novembre 1907 et est enterrée dans la mosquée Al-Rifa'i, au Caire, en Égypte.